# Sylvester Stallone
Sylvester Stallone (/sɪlˈvɛstɚ stəˈloʊn/), né le 6 juillet 1946 dans le quartier de Hell's Kitchen à New York, est un acteur, réalisateur, scénariste et producteur de cinéma américain. Il est d'origine italienne par son père, ukrainienne et française par sa mère,. 
Sa grand-mère Jeanne Clérec, née en 1901 à Brest, était bretonne avant de migrer aux États-Unis. Après avoir commencé sa carrière au cinéma avec des petits rôles au début des années 1970, il se révèle au grand public en 1976 dans le film Rocky, dont le récit narre l'histoire d'un boxeur de Philadelphie nommé Rocky Balboa. Sa prestation lui vaut d'être nommé aux Oscars, aux Golden Globes et aux BAFTA du meilleur acteur et du meilleur scénario original.
Ce succès lance sa carrière et engendre une série de huit films rencontrant un succès critique et commercial sur une période de plus de quarante ans. Outre l'incarnation du rôle principal, Sylvester Stallone y assure également la réalisation et l'écriture.
Il s'investit dans le cinéma dramatique en incarnant des personnages plus sombres dans des films comme FIST (1978), La Taverne de l'enfer (1978), Les Faucons de la nuit (1981) et travaille pour des réalisateurs tels que Norman Jewison et John Huston.
En 1982, son incarnation du personnage de John Rambo, un vétéran traumatisé par la guerre du Viêt Nam dans Rambo lui permet d'obtenir le deuxième rôle le plus emblématique de sa carrière. Le succès du film entraîne la production d'une série de quatre suites centrées sur le personnage.
À partir du milieu des années 1980, il s'oriente vers les productions à gros budget : les suites de Rambo, mais aussi Tango et Cash (1989), Cliffhanger (1993) et Demolition Man (1993).
Hormis quelques drames tels que Copland (1997), les suites de Rocky et plusieurs tentatives dans la comédie, les films d'action restent son principal genre d'interprétation, comme la série des Expendables (2010-2023).
En 2016, il remporte le Golden Globe du meilleur acteur dans un second rôle et reçoit une troisième nomination aux Oscars dans la même catégorie pour Creed. Depuis 1984, il possède son étoile sur le Hollywood Walk of Fame à Los Angeles.

## Biographie

### Jeunesse et famille
Sylvester Gaudenzio Stallone est né le 6 juillet 1946 dans le quartier de Hell's Kitchen, à New York aux États-Unis. Le père de Sylvester Stallone, Francesco, dit « Frank », est né à Gioia del Colle, près de Bari, dans la région des Pouilles (au sud de l'Italie), et est arrivé aux États-Unis avec ses parents qui y ont émigré en 1932.
Sa mère, Jackie Stallone, née Jacqueline Labofish, est d'ascendance française par sa mère (Jeanne Clérec, née à Brest),,.
Stallone souffre d'une paralysie faciale de la partie gauche du visage, due à une grossesse non surveillée soldée par un accouchement au forceps qui endommagent un nerf facial, ce qui rend son œil gauche légèrement tombant, sa bouche légèrement tordue et sa langue à moitié paralysée, lui causant un défaut de prononciation,.
Le jeune élève Stallone a des problèmes intellectuels et beaucoup de difficultés scolaires, il s’est fait renvoyer d'une dizaine
d'établissements. Moqué en raison de ses handicaps physiques et intellectuels, il a commencé à pratiquer la musculation à l'âge de treize ans,.

### Débuts
Stallone étudie l'art dramatique à Miami. De retour à New York, il apparaît dans plusieurs pièces off-Broadway.
Durant une période de chômage en 1970, il se retrouve brièvement sans domicile fixe et tourne un film érotique, The Party at Kitty and Stud's, pour lequel il touche, selon son propre témoignage, un salaire de 200 dollars. Il s'agit de sa première apparition au cinéma.
Le film est ressorti plusieurs années plus tard, après le triomphe de Rocky et pour profiter du succès naissant de l'acteur, sous le titre L'Étalon italien — surnom de Rocky Balboa ; le mot italien « stallone » signifiant par ailleurs « étalon » — accompagné d'une campagne publicitaire qui tente de le faire passer pour un film pornographique.
La majeure partie de ses autres rôles le cantonne dans des apparitions brèves, comme dans Bananas avec Woody Allen. Il a fait également quelques apparitions dans des séries télévisées comme Kojak, mais il n'a pas obtenu de rôle majeur durant cette période.
Au milieu des années 1970, il commence à obtenir des seconds rôles plus importants, comme dans Capone ou dans la série B La Course à la mort de l'an 2000 où il interprète l'antagoniste principal.
C'est durant cette période que Stallone écrit le scénario de Rocky, l'histoire d'un boxeur de seconde classe qui se voit offrir la chance de sa vie le jour où le champion du monde de boxe lui propose de l'affronter sur le ring.
L’ histoire du film Rocky est inspirée d'un combat de boxe auquel il assista en tant que spectateur entre Mohamed Ali et un boxeur inconnu du public Chuck Wepner.
Convaincu du potentiel du rôle de Rocky Balboa, Stallone refuse de vendre son scénario s'il n'obtient pas la garantie de jouer le rôle-titre.
Les producteurs font monter très haut les enchères pour acheter ce script, mais ils souhaitent une star confirmée sur l'affiche : dans un premier temps, le rôle est proposé à James Caan, Robert Redford, Burt Reynolds ou Ryan O'Neal.
Les producteurs ne sont guère enthousiastes à l'idée de confier le rôle principal à Stallone, qui n'est alors qu'un acteur de second plan.

### La révélationRocky(années 1970)

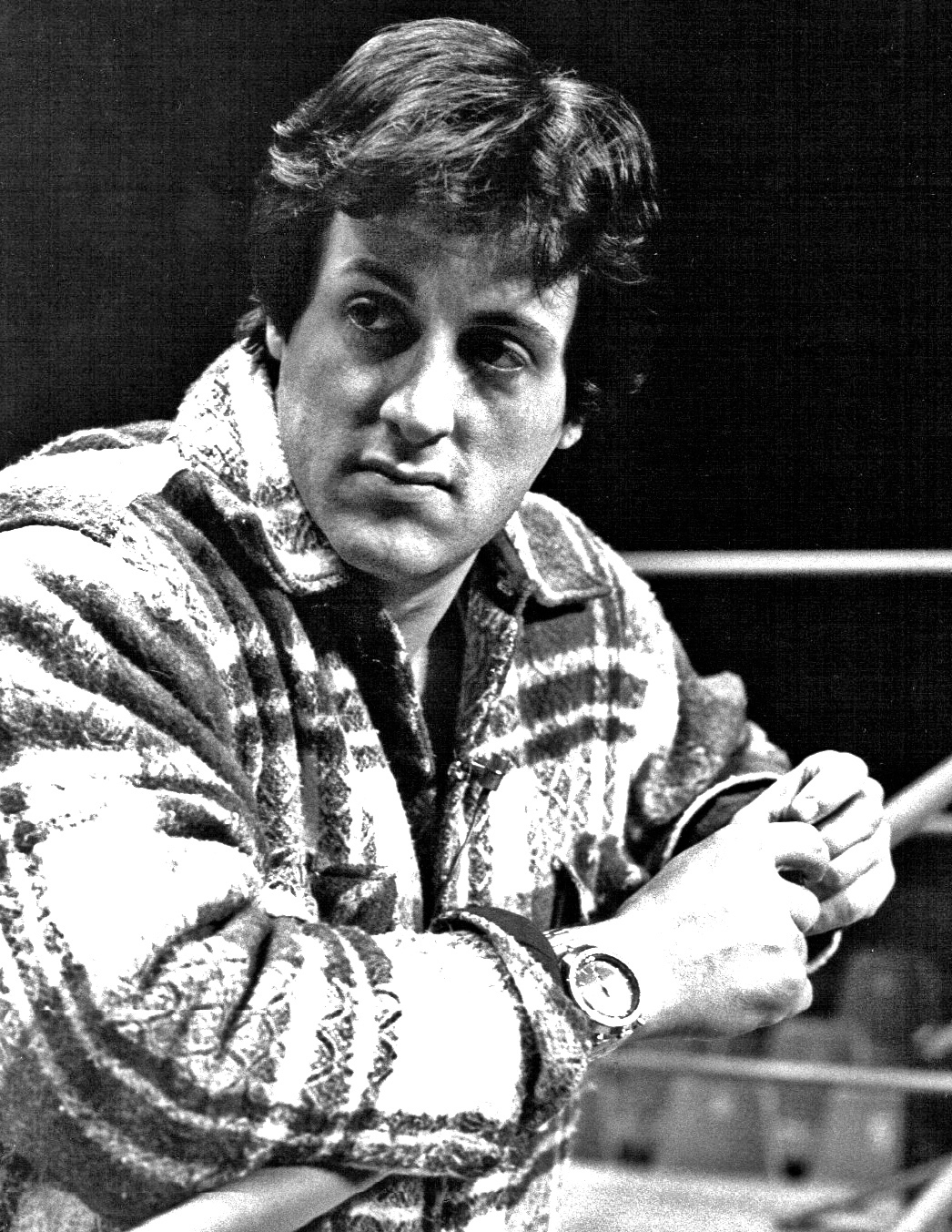
Sylvester Stallone en 1977.

C'est finalement en 1976 que Sylvester Stallone obtient gain de cause, quand sort Rocky, un film réalisé par John G. Avildsen. Le tournage est bouclé en un mois et avec un budget dérisoire.
À l'image de Rocky Balboa son personnage, Sylvester Stallone se retrouve propulsé sur le devant de la scène, le film connaissant un succès inespéré et décrochant dix nominations aux Oscars.
Stallone devient la troisième personnalité nommée dans les catégories meilleur acteur et meilleur scénario original pour un même film, après Charlie Chaplin et Orson Welles,.
En définitive, le film remporte trois Oscars, dont celui du meilleur film de l'année.
L'histoire universelle de Rocky Balboa, celle des « petits » qui s'affirment et se réalisent à force de courage, mais aussi grâce au coup de pouce du destin - en somme une allégorie du rêve américain - fait naître un mythe du cinéma américain moderne et façonne aussi une dimension hors normes à son interprète.
Stallone retrouvera le personnage de Rocky Balboa à sept reprises, en 1979, 1982, 1985, 1990, 2006, 2015 et 2018.
Stallone en a écrit tous les scénarios et a réalisé Rocky 2, Rocky 3, Rocky 4 et le sixième volet, intitulé Rocky Balboa.
La série des Rocky présente un parallèle entre la carrière de l'acteur et du boxeur : on quitte le petit « tocard » paumé de Philadelphie pour évoluer vers une superstar accaparée par son image (Rocky 3), voire un fer de lance du patriotisme américain en pleine relance de la Guerre froide (Rocky 4 où il affronte un boxeur de l'Union soviétique).
Les épisodes successifs ne cessent d'améliorer les scores du box-office, allant jusqu'aux 300 millions de dollars récoltés dans le monde par le 4e épisode, à l'exception du 5e volet qui rencontre un accueil mitigé.
À la fin des années 1970, Stallone s'essaie à la réalisation avec un autre drame sportif, La Taverne de l'enfer. Sorti en 1978, le film essuie de mauvaises critiques,.
Pour le 35e anniversaire du film en novembre 2020, Stallone annonce un nouveau Rocky 4 et dévoile des scènes inédites.

### Confirmation avecRamboet star du cinéma d'action (années 1980)

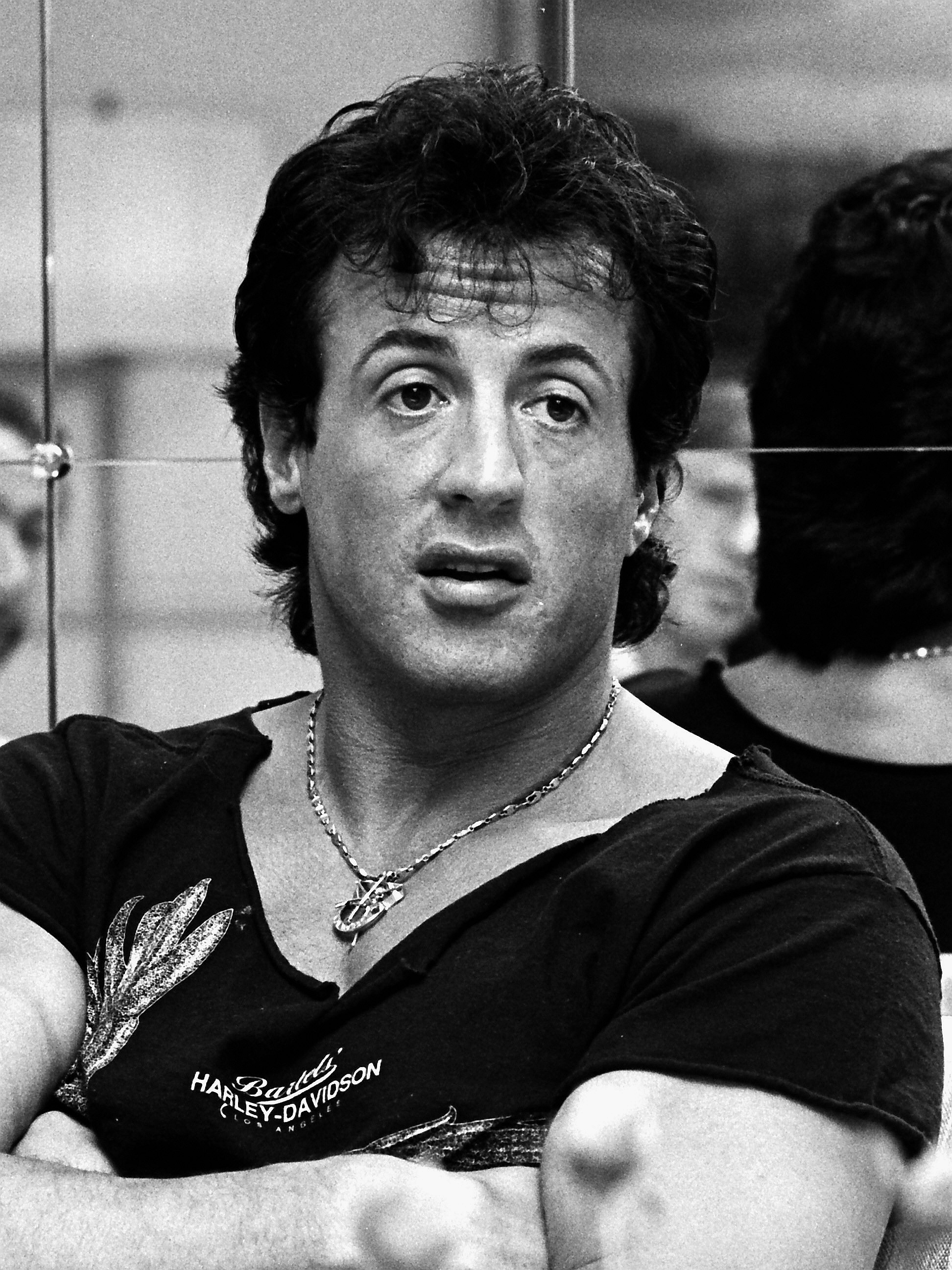
Sylvester Stallone en juin 1988, durant la promotion de Rambo 3 en Suède.

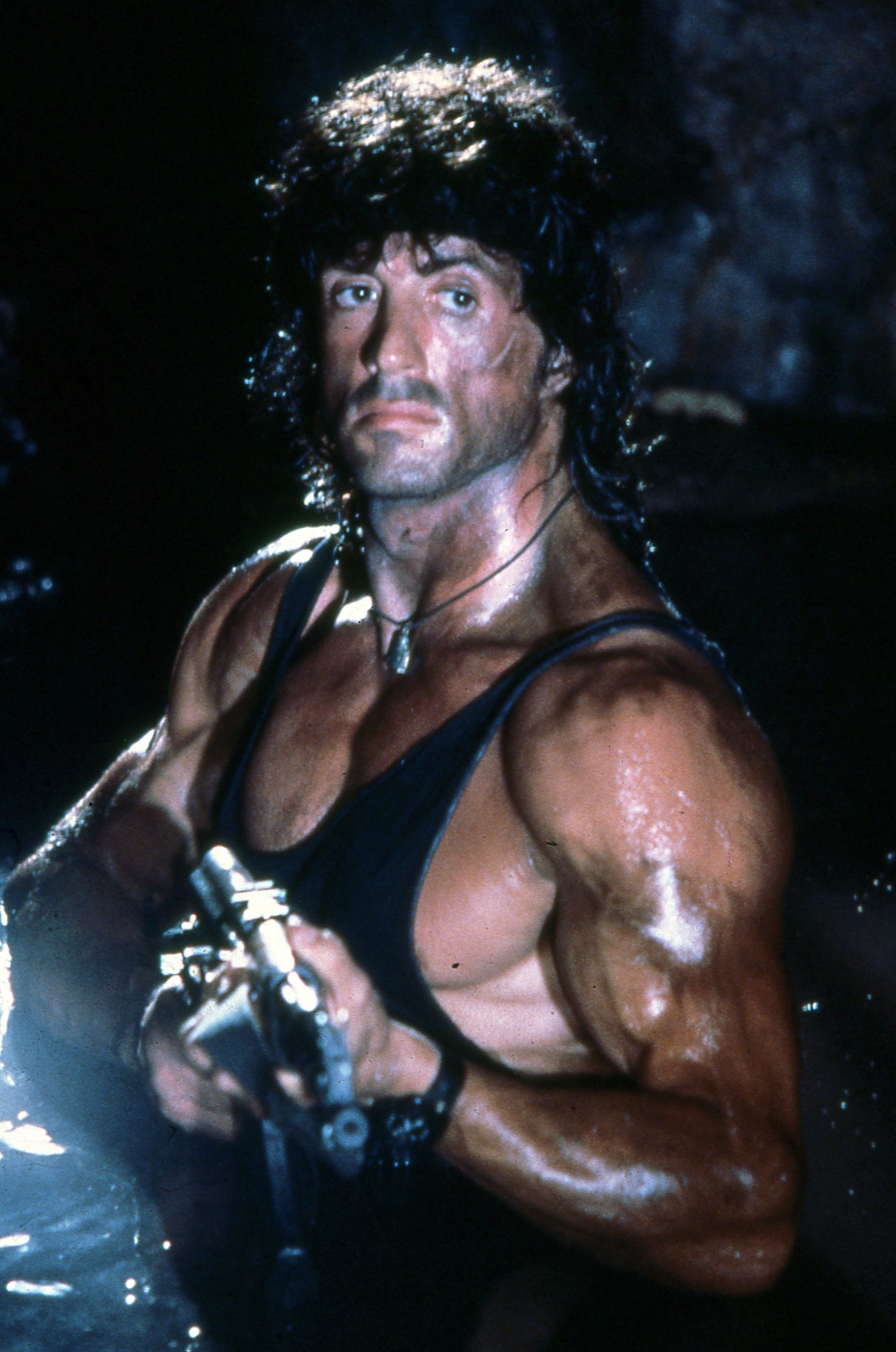
Sylvester Stallone en tant que John Rambo dans Rambo III (1988).

En 1982, Stallone interprète dans Rambo l'autre rôle qui marquera sa carrière : celui de John Rambo, un vétéran du Viêt Nam sans domicile fixe et qui erre de ville en ville, pris en grippe par un shérif de province qui ne veut pas voir déambuler dans « sa » ville un paria, symbole d'une Amérique qui a perdu.
Stallone reprendra ce rôle à quatre autres reprises (en 1985, 1988, 2008 et 2019). Le personnage de Rambo, que Stallone considère comme son « côté sombre » (Rocky étant son « côté clair »), reprend quelques éléments de la vie de l'acteur, comme le fait également la saga Rocky.
Son personnage de vétéran guerrier devient une icône et suscite une véritable « Rambomania ».
Le personnage et ses exploits sont habilement exploités par le gouvernement Reagan, alors que la Guerre froide connaît ses derniers soubresauts. Rambo, surtout avec le deuxième épisode de la trilogie (le premier étant plus ambigu) redonne de la fierté aux Américains qui pansent encore les plaies douloureuses du « bourbier » vietnamien : non seulement Stallone rompt avec un cinéma américain très virulent à l'égard de l'attitude des troupes de l'Oncle Sam pendant la guerre du Viêt Nam (Apocalypse Now, Voyage au bout de l'enfer, Platoon, Full Metal Jacket), mais la trame du film Rambo 2 : La Mission — le héros repère et libère des soldats américains encore détenus dans les geôles vietnamiennes — véhicule par ailleurs l'idée selon laquelle ce nouveau héros américain venge à lui seul un pays déshonoré et gagne une guerre perdue par les bureaucrates.
C'est pour cela que Rambo, et par la même occasion Stallone, deviennent l'image de l'Amérique fière et patriotique des années 1980 et provoquent de nombreuses réactions de rejet ou de moquerie. Ces réactions sont très vives en France, provenant notamment du groupe d'humoristes les Nuls et de l'émission Les Guignols de l'info, dans laquelle la marionnette de Stallone est choisie comme avatar pour représenter les pires travers de l'Amérique au travers du personnage de Monsieur Sylvestre.
En 1983, Stallone co-produit et coécrit également la comédie musicale Staying Alive, à la suite du succès mondial ayant révélé l'acteur John Travolta dans le film La Fièvre du samedi soir. Malgré un flop critique, le film est un succès commercial.
À cette époque, Sylvester Stallone est la superstar des films d'action, mais ses rôles de Rocky et de Rambo ont tellement marqué les esprits et sa carrière, que ses autres films de la décennie rencontrent un succès mitigé : le thriller policier avec Les Faucons de la nuit, le film de guerre avec À nous la victoire (1981), la comédie musicale avec Le Vainqueur (Rhinestone, 1984), la comédie policière avec Tango et Cash (1989), le film carcéral avec Haute Sécurité (1989), ou encore le film d'action policier avec Cobra (1986), restent en arrière.
Malgré la variété des genres auxquels il s'essaie, Stallone a souvent été accusé de faire toujours le même type de film, le public et la critique ayant tendance à le rattacher dans la catégorie générique des « films d'action ».

### Diversification et échecs (années 1990)

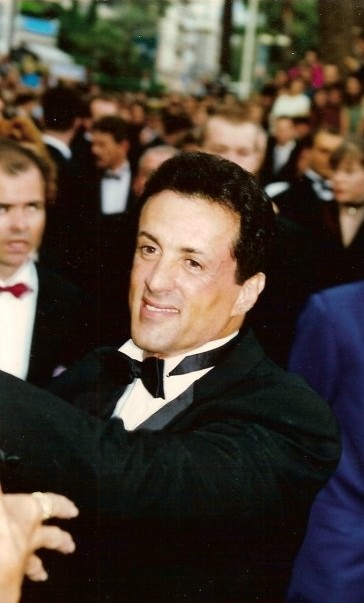
L'acteur au festival de Cannes 1993, pour la présentation hors-compétition de Cliffhanger : Traque au sommet.

Dans les années 1990, Stallone laisse derrière lui les personnages de Rocky et de Rambo. Il essaye, comme son rival et ami Arnold Schwarzenegger, de percer dans la comédie, avec L'embrouille est dans le sac et Arrête ou ma mère va tirer ! Sa cote chute et Stallone traverse une première période de vaches maigres. C'est Schwarzenegger, qui devient la star du box-office, mais à cette époque également émerge une nouvelle génération de héros d'actions (Steven Seagal, Jean-Claude Van Damme, Bruce Willis), acteurs présents sur le même type de rôles que lui,.
Il décide alors de revenir au cinéma d'action, avec des fortunes diverses : il joue ainsi dans des films comme Cliffhanger : Traque au sommet, Demolition Man et L'Expert qui sont de vrais succès, alors que Judge Dredd, Assassins ou encore Daylight sont de nouvelles déceptions au box-office américain. Mais ses films continuent à remporter un certain succès à l'étranger comme le film Daylight qui a réalisé plus de 126 millions de $.
Les dernières années de cette décennie, le rôle qui a le plus marqué la critique lui a été offert par James Mangold en 1997, avec Copland. Il y incarne le shérif Freddy Heflin, fatigué et bedonnant, d'une petite ville de policiers. Il prend 20 kg pour ce rôle et étonne de nombreux observateurs.

### Traversée du désert puis come-back (années 2000)
Après le simple succès d'estime de Copland, Sylvester Stallone, qui a 50 ans, traverse, durant la première moitié des années 2000, une période peu fructueuse : Driven et Get Carter, nouveaux films d'action grand public tous deux sortis en 2001, sont de sévères échecs commerciaux,.
D-Tox (2002) ne connaît qu'une sortie tardive et limitée aux États-Unis. En 2004, il présente sur NBC une émission de télé-réalité, The Contender dans laquelle on voit le quotidien de boxeurs qui se battent pour devenir le meilleur d'entre eux.
En France, l'émission fut diffusée par Canal+ et W9. Stallone n'a visiblement plus de projets et doit se contenter d'apparitions clin d'œil dans des séries télévisées comme Las Vegas ou des films tels que Taxi 3 et Spy Kids 3,,. En 2005, il intronise Hulk Hogan au WWE Hall of Fame.

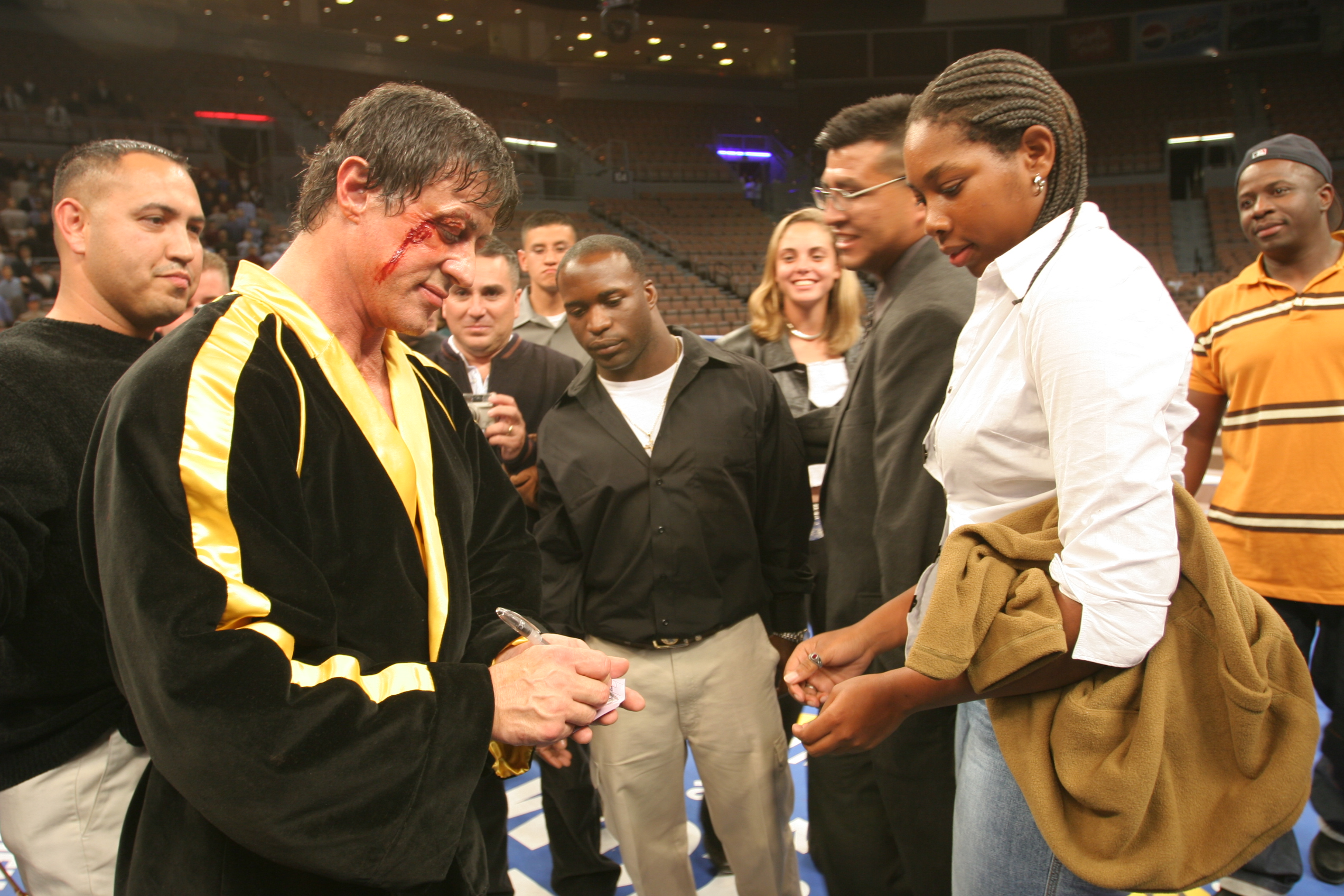
Sylvester Stallone en 2005, sur le tournage de Rocky Balboa.

Après de longues années passées à essayer de convaincre les producteurs, Stallone revient sur le devant de la scène en 2006, avec le sixième volet de Rocky. Le projet semble fou, car, pour beaucoup, Stallone est trop vieux pour incarner le rôle du boxeur et l'acteur n'échappe pas aux railleries. Néanmoins, il s'accroche à son projet, comprenant que le personnage lui colle à la peau et que le public apprécie de le voir dans ce rôle. Rocky Balboa, axé sur la nostalgie et le retour aux valeurs du tout premier épisode, permet finalement à Stallone de renouer avec le succès critique et les premières places du box office.

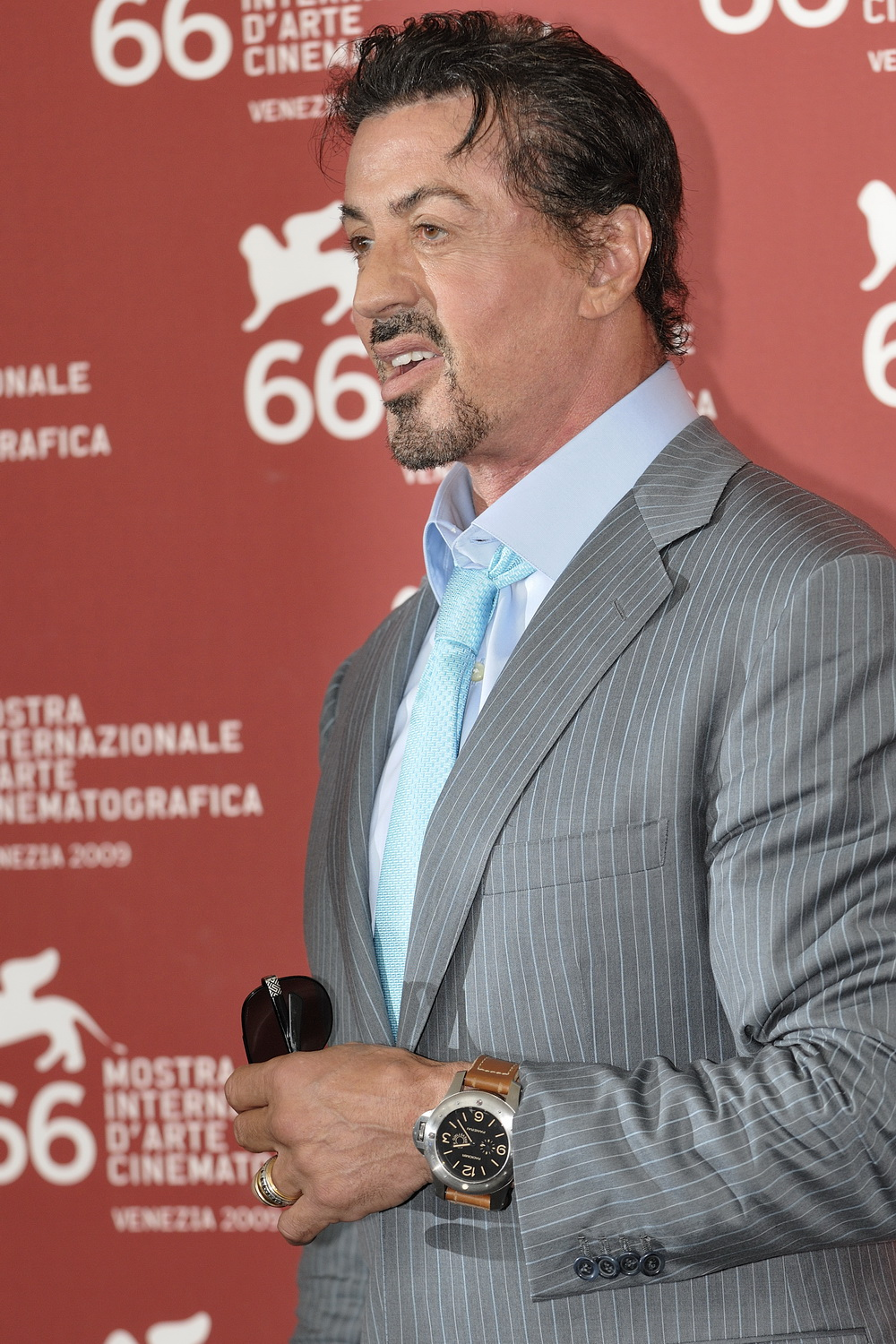
L'acteur à la Mostra de Venise 2009.

Après le retour bien accueilli de Rocky, Stallone tente la résurrection de l'autre rôle de sa vie, John Rambo. Il s'agit là du quatrième film de cette saga et il le baptise – à l'image de son dernier Rocky – simplement par le nom du personnage : John Rambo. Le film présente une intrigue proche de celle de Rambo 2, mais revient également à la source du personnage découvert dans le premier opus. Dénonçant le génocide du peuple karen par la junte birmane et laissant affleurer la réflexion de John Rambo sur son passé de guerrier, le film fait preuve d'une violence totalement assumée.
Il continue à s'offrir des succès comme réalisateur/producteur avec le projet Expendables : Unité spéciale. Il raconte l'histoire d'une bande de mercenaires envoyés sur une île d'Amérique du Sud pour y déloger un dictateur, incarné par David Zayas. Le tournage de ce film d'action réunissant toutes les stars du cinéma d'action hollywoodien démarre au mois d'avril 2009 au Brésil.
Stallone y tient le rôle principal, avec à ses côtés Jason Statham, Jet Li, Charisma Carpenter, Terry Crews, Dolph Lundgren qui fait son retour avec Stallone après avoir été remarqué dans Rocky IV, Randy Couture (Champion de MMA), Stone Cold Steve Austin, Eric Roberts, Mickey Rourke et une courte apparition d'Arnold Schwarzenegger et de Bruce Willis.
Le film, sorti le 13 août 2010 aux États-Unis et le 18 août en France, est un immense succès international au box-office, malgré les critiques, et relance Sylvester Stallone dans le cinéma d'action à 64 ans.

### Retour comme acteur/producteur (années 2010-2020)

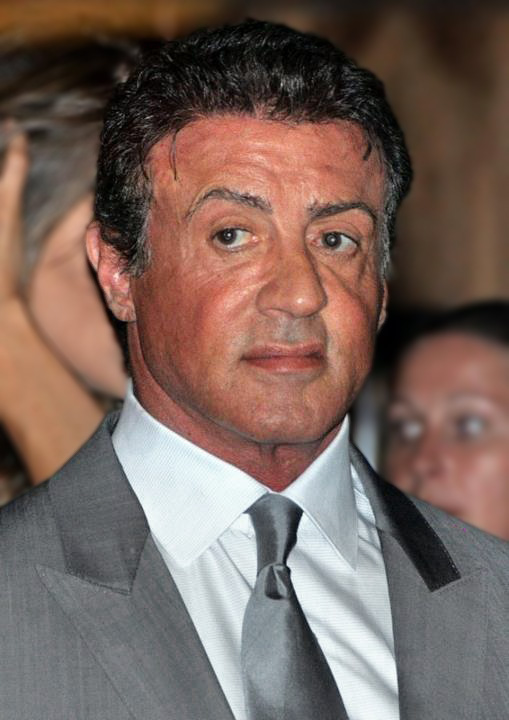
L'acteur, en août 2012, à l'avant-première parisienne de Expendables 2 : Unité spéciale.

En 2012, il reprend son rôle dans Expendables 2 : Unité spéciale mais la réalisation est confiée à Simon West. Le film tourné en grande partie en Bulgarie accueille quelques nouveaux acteurs tels que Chuck Norris, Scott Adkins et surtout Jean-Claude Van Damme, qui incarne l'antagoniste principal. Pour cette suite, les personnages d'Arnold Schwarzenegger et de Bruce Willis prennent plus d'importance. Le film sort le 22 août 2012 en France.
Le troisième volet Expendables 3 avec comme nouveaux acteurs Harrison Ford, Antonio Banderas, Wesley Snipes ou encore Mel Gibson mais cette fois sans Bruce Willis, conclut la trilogie en août 2014,.
Parallèlement, Stallone tient les premiers rôles de différents projets, situés dans un registre musclé, aux fortunes plus diverses comme en 2012 dans le thriller d'action Du plomb dans la tête. Dans cette adaptation de la bande dessinée du même nom d'Alexis « Matz » Nolent et Colin Wilson, il incarne un tueur à gages forcé à faire équipe avec un flic joué par Sung Kang pour retrouver l'assassin de leurs équipiers respectifs.
L'année suivante est placée sous le sceau des rencontres avec des monstres sacrés : il partage d'abord l'affiche du thriller d'action Évasion avec Arnold Schwarzenegger, également en plein retour. Le film raconte l'histoire d'un concepteur de prisons de très haute sécurité qui sera lui-même enlevé et emprisonné.
Puis la comédie sportive Match Retour lui permet de retrouver un autre vétéran d'Hollywood Robert De Niro, qu'il avait déjà croisé dans Copland et qui, comme Stallone, a tenu un rôle de boxeur au cinéma, celui de Jake LaMotta dans le film Raging Bull de Martin Scorsese sorti en 1980.

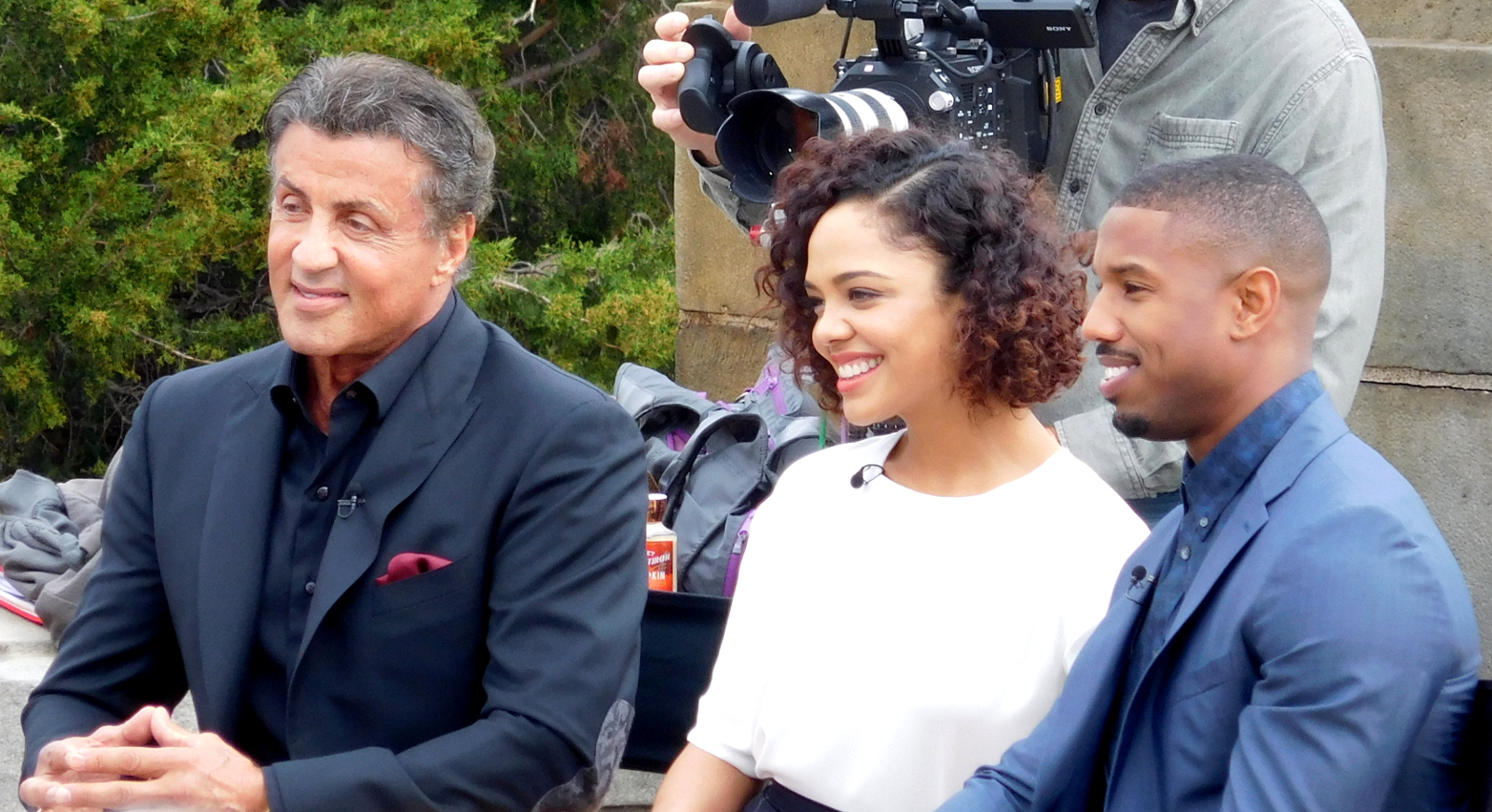
Aux côtés de Tessa Thompson et Michael B. Jordan pour la promotion de Creed, en 2015.

En 2014, il surprend en figurant au casting choral de la comédie dramatique indépendante Bad Luck, écrite et réalisée par John Herzfeld.
Stallone pilote ensuite le projet Creed, un dérivé de Rocky, centré sur le fils d'Apollo Creed, incarné par le jeune Michael B. Jordan. Écrit et réalisé par Ryan Coogler, le film permet à Stallone de jouer un Rocky Balboa retraité, désormais dans un rôle de mentor. Sa performance lui vaut le Golden Globe du meilleur acteur dans un second rôle et une nomination aux Oscars dans la catégorie du meilleur acteur dans un second rôle,. Il avait déjà été nommé pour le même rôle en 1977 aux Golden Globes et aux Oscars.
En 2017, il joue son propre rôle dans le troisième épisode de la deuxième saison de la série This Is Us.
En 2018, il est à l'affiche de deux suites : tout d'abord Évasion 2 : Le Labyrinthe d'Hadès, où Schwarzenegger est remplacé par Dave Bautista – un flop critique et commercial en salles, qui n'empêche pas la mise en chantier d'un troisième opus, mis en scène par son partenaire de Cobra, John Herzfeld.
Enfin, il est une dernière fois Rocky Balboa pour Creed 2. Pour ces adieux au rôle qui l'a rendu célèbre, tenu durant huit longs métrages, Stallone retrouve Ivan Drago, incarné par Dolph Lundgren dans Rocky 4 qui, à l'instar de Rocky a raccroché les gants pour devenir entraîneur. D'abord annoncé comme réalisateur, Stallone cède finalement sa place au jeune cinéaste Steven Caple Jr.. En novembre 2018, il annonce ne plus reprendre le personnage par la suite, déclarant sur Instagram : « Je pensais en avoir fini en 2006, et ça m’allait très bien. Mais d’un coup ce jeune homme s’est présenté à moi et toute l’histoire a changé […] Je veux simplement remercier tout le monde d’avoir accepté la famille Rocky dans leurs vies pendant plus de 40 ans […] Même si ça me brise le cœur, malheureusement, tout a une fin […] La chose la plus merveilleuse est que Rocky ne mourra jamais parce qu’il vit en vous »,.
En 2019, il fait ses adieux sur grand écran à son autre personnage récurrent, John Rambo, dans Rambo: Last Blood. Le film, réalisé par Adrian Grunberg, a été coécrit et scénarisé par Sylvester Stallone. Le film reçoit essentiellement des critiques négatives, la presse déplorant les incohérences du personnage par rapport aux précédents volets, ainsi que bon nombre de stéréotypes jugés xénophobes,,,,,,,.
L'auteur du roman original Rambo, David Morrell, se désolidarise totalement du film et le décrit comme « un gâchis » et ajoutant qu'il trouve « embarrassant d'avoir [son] nom associé à ça ». Il ajoute plus tard dans une interview pour Newsweek : « Au lieu d’être éloquent, ce nouveau film manque d’une âme. Je me sens comme un moins-que-rien après l’avoir vu. Il est typique des films ultra-violents des années 70 de type grindhouse. Les décors ont l’air d’être bon marché. La réalisation est gênante »,.
Sylvester Stallone retrouve malgré tout le personnage l'année d'après, en lui prêtant sa voix dans un contenu téléchargeable du jeu de combat Mortal Kombat 11.
Il retrouve James Gunn en 2021 pour prêter sa voix au personnage King Shark, de DC Comics, dans le film The Suicide Squad.
En 2022, il se met dans la peau d'un super-héros dans le film Samaritan, disponible sur le service en ligne Prime Video. Depuis novembre 2022, Stallone est à l'affiche de la série télévisée Tulsa King de Taylor Sheridan, où il interprète le rôle d'un lieutenant de la mafia. La série qui a également Terence Winter au poste de directeur de série, est disponible sur le service de vidéo à la demande Paramount+.

### Autres activités
Passionné par la peinture, Sylvester Stallone s'est constitué une collection personnelle de grandes signatures telles que Francis Bacon, Claude Monet, Pablo Picasso ou encore Anselm Kiefer. Il peint depuis son adolescence et a exposé ses œuvres dans de nombreuses villes à travers le monde, notamment aux Etats-Unis, en Russie, en France et en Allemagne. Ses toiles se vendent en général entre 1 500 et 3 500 dollars, bien loin des cachets qu'il peut toucher pour ses rôles au cinéma, qui se comptent en millions de dollars.

## Engagements
Il soutient le candidat républicain John McCain lors de l'élection présidentielle de 2008. Après la victoire de Donald Trump lors de celle de 2016, ce dernier lui propose la présidence du National Endowment for the Arts mais il décline l'offre. Sylvester Stallone soutient Donald Trump lors des élections américaines en 2024, le comparant à George Washington. Il est nommé ambassadeur de Trump à Hollywood où il sera les yeux et les oreilles du président au sein de l'industrie cinématographie.

## Vie privée
Sylvester Stallone s'est marié trois fois :

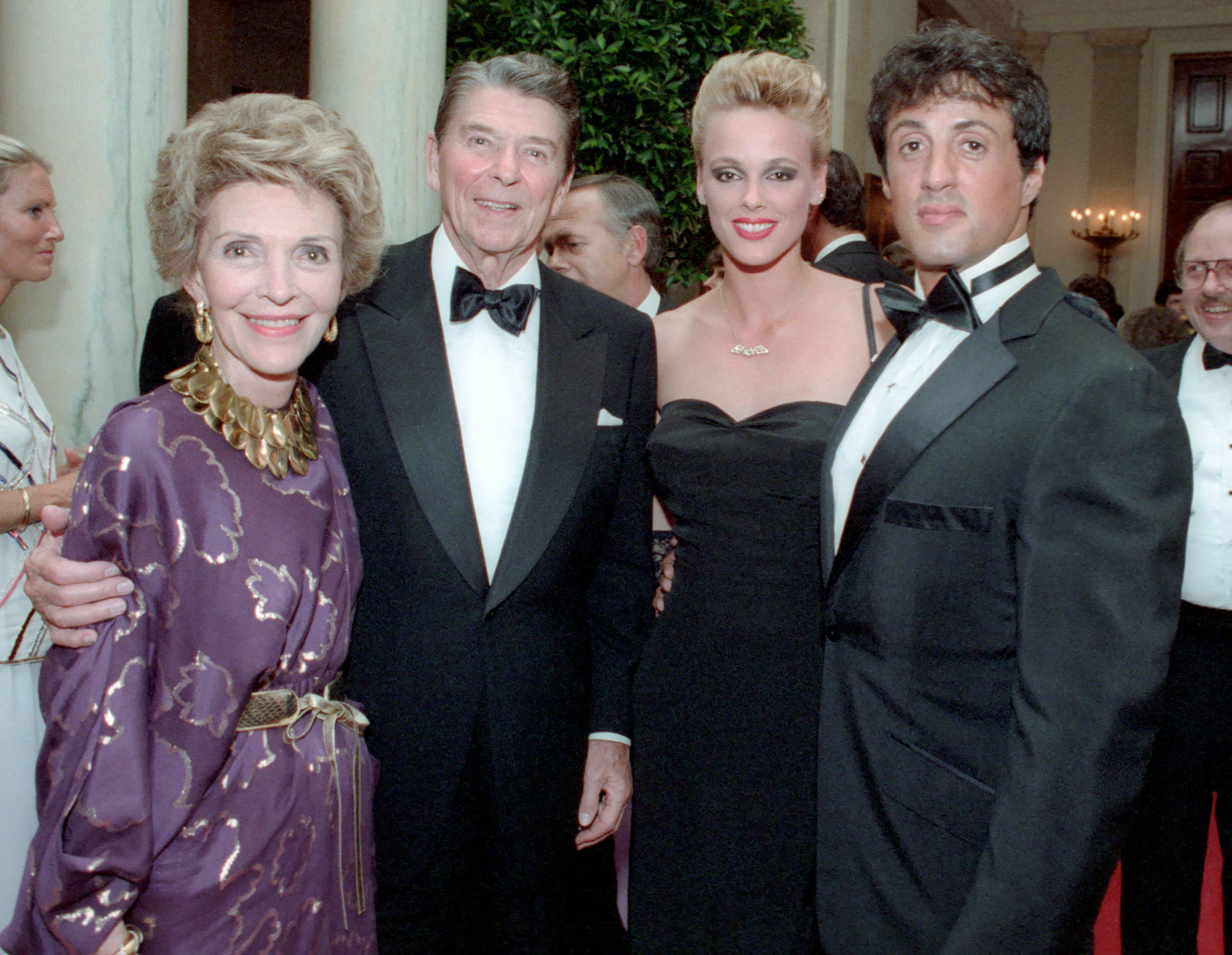
Sylvester Stallone et Brigitte Nielsen aux côtés du président des Etats-Unis Ronald Reagan et de son épouse Nancy, en octobre 1985.

- décembre 1974-février 1985 : il épouse Sasha Czack, avec laquelle il a eu deux fils, Sage Moonblood (1976-2012)[74] et Seargeoh (né en 1979), qui est autiste.
- décembre 1985-juillet 1987 : il épouse l'actrice et mannequin Brigitte Nielsen, qui joue la partenaire de Drago dans Rocky 4 et tourne à ses côtés dans Cobra.
- mai 1997 : il épouse l'ancien mannequin Jennifer Flavin (en) avec laquelle il avait déjà entretenu une relation de 1988 à 1994 ; ils ont trois filles : Sophia Rose (1996), Sistine Rose (1998) et Scarlet Rose (2002).

Le 13 juillet 2012, son fils Sage Stallone, alors âgé de 36 ans, est retrouvé mort dans sa maison d'Hollywood. La cause serait une défaillance cardiaque (athérosclérose coronaire). Lors de l'autopsie, aucune trace de drogue n'a été retrouvée dans son organisme excepté du Vicodin, un analgésique morphinique. Sage Stallone est inhumé au cimetière Westwood Memorial Park de Los Angeles.
En janvier 2013, le New York Post écrit que l'acteur aurait, dans son adolescence, abusé de sa demi-sœur Toni-Ann Filiti. Ayant menacé en 1987 de révéler cette histoire, elle aurait reçu de l'acteur 2 millions de dollars, une rente de 16 666 dollars par mois à vie et des frais de suivi psychiatrique de 50 000 dollars. Le fils de Toni-Ann Filiti affirme que sa mère lui aurait confirmé les faits sur son lit de mort. L'entourage de Sylvester Stallone prend la défense de ce dernier et soutient qu'il n'aurait versé de l'argent à sa sœur que par générosité. Selon leur mère Jacqueline Stallone, sa fille aurait tout inventé afin de faire chanter son fils pour de l'argent.
En août 2022 et après 25 ans de mariage, Jennifer Flavin, lasse des problèmes conjugaux récurrents dépose une demande de divorce. L'acteur réagit en se faisant tatouer un chien sur le bras à la place du visage de son épouse. Ils reviennent sur leur décision un mois après et partagent aujourd'hui encore leur vie ensemble.
Stallone est baptisé catholique[source insuffisante]. En 2023, il a rendu visite au pape François au Vatican avec sa femme, ses 3 filles et son frère.

## Affaires judiciaires

### Possession de substance controlée
En 2007, les douaniers australiens ont découvert 48 flacons de l'hormone de croissance humaine synthétique Jintropine (en) dans les bagages de Stallone. Le 15 mai 2007, lors d'une audience devant le tribunal il a plaidé coupable à deux accusations de possession d'une substance contrôlée.

### Accusations d'agressions sexuelles
En février 2001, une danseuse exotique nommée Margie Carr a intenté une action en justice contre Stallone, l'accusant de viol alors qu'il se trouvait dans un centre de remise en forme de Santa Monica où ils s'entraînaient tous les deux le 26 février 2000. Un avocat de Stallone a nié cette affirmation, affirmant qu'elle avait vendu l'histoire à Globe (journal) (en) le mois précédant le procès.
En février 2016, le journal The Baltimore Examiner (en) publie un article selon lequel Sylvester Stallone aurait en 1986, en compagnie de son garde du corps, abusé sexuellement d'une adolescente de 16 ans. Le journal s'appuie sur un rapport de police datant de la même année, et sur les déclarations de la victime présumée. En novembre de l'année suivante, dans le contexte de l'affaire Harvey Weinstein, le quotidien britannique Daily Mail reprend les informations du Baltimore Post-Examiner. L'acteur réagit alors en niant catégoriquement, en soulignant qu'il n'a jamais été interrogé par les autorités. Brigitte Nielsen, épouse de Sylvester Stallone à l'époque, intervient pour contester ces accusations. David Mendenhall, co-star de Sylvester Stallone dans Over the Top : Le Bras de fer, a également défendu Stallone, niant les allégations selon lesquelles il aurait présenté à Stallone la fille en question.
En décembre 2017, il est visé par une nouvelle plainte pour agression sexuelle, bien que la période prévue par la prescription soit écoulée. Pour l'avocat de l'acteur, « il est évident que cette femme a déposé cette plainte pour se faire de la publicité dans les médias ». Les avocats de Stallone ont également déclaré que même si l'acteur avait eu une relation consensuelle avec l'accusateur en 1987, ils avaient deux témoins qui réfutaient ces affirmations. En juin 2018, le bureau du procureur du district de Los Angeles a confirmé une enquête, déclarant que le département de police de Santa Monica avait présenté une affaire de crimes sexuels contre Sylvester Stallone à un groupe de travail spécial pour examen. En octobre 2018, le bureau du procureur du district de Los Angeles a pris la décision de ne pas inculper Stallone pour l'agression présumée, aucun témoin n'ayant corroboré les allégations. Stallone a à son tour déposé un rapport de police concernant son mensonge sur un document officiel,.

## Filmographie

### Acteur

#### Années 1960-1970
- 1969 : La Descente infernale (Downhill Racer) de Michael Ritchie : homme au restaurant (non crédité)
- 1970 : L'Étalon italien (The Party at Kitty and Stud's) de Morton Lewis : Stud
- 1970 : Rebel[93] (No Place to Hide) de Robert Allan Schnitzer : Jerry Savage
- 1970 : The Sidelong Glances of a Pigeon Kicker de John Dexter : un invité à la fête (non crédité)
- 1970 : Lune de miel aux orties (Lovers and Other Strangers) de Cy Howard : le garçon d'honneur (non crédité)
- 1971 : Bananas de Woody Allen : l'agresseur du métro (non crédité)
- 1971 : Klute d'Alan J. Pakula : un homme dansant dans un club (non crédité)
- 1974 : Les Mains dans les poches (The Lords of Flatbush) de Martin Davidson et Stephen Verona : Stanley Rosiello
- 1975 : Le Prisonnier de la Seconde Avenue (The Prisoner of Second Avenue) de Melvin Frank : le jeune dans le parc
- 1975 : Capone de Steve Carver : Frank Nitti
- 1975 : La Course à la mort de l'an 2000 (Death Race 2000) de Paul Bartel : « Machine Gun » Joe Viterbo
- 1975 : Mandingo de Richard Fleischer : un homme dans la foule (non crédité)
- 1975 : Adieu ma jolie (Farewell, My Lovely) de Dick Richards : Jonnie
- 1976 : Cannonball! de Paul Bartel : un mafieux (non crédité)
- 1976 : Rocky de John G. Avildsen : Robert « Rocky » Balboa
- 1978 : FIST (F.I.S.T.) de Norman Jewison : Johnny D. Kovak
- 1978 : La Taverne de l'enfer (Paradise Alley) de Sylvester Stallone : Cosmo Carboni
- 1979 : Rocky 2 : La Revanche (Rocky II) de Sylvester Stallone : Rocky Balboa

#### Années 1980
- 1981 : Les Faucons de la nuit (Nighthawks) de Bruce Malmuth : sergent Deke DaSilva
- 1981 : À nous la victoire (Escape to Victory) de John Huston : capitaine Robert Hatch
- 1982 : Rocky 3 : L'Œil du tigre (Rocky III) de Sylvester Stallone : Rocky Balboa
- 1982 : Rambo (First Blood) de Ted Kotcheff : John J. Rambo
- 1983 : Staying Alive de Sylvester Stallone : l'homme bousculé dans la rue (Caméo)
- 1984 : Le Vainqueur (Rhinestone) de Bob Clark : Nick Martinelli
- 1985 : Rambo 2 : La Mission (Rambo: First Blood Part II) de George Cosmatos: John Rambo
- 1985 : Rocky 4 (Rocky IV) de Sylvester Stallone : Rocky Balboa
- 1986 : Cobra de George Cosmatos : lieutenant Marion « Cobra » Cobretti
- 1987 : Over the Top : Le Bras de fer (Over the Top) de Menahem Golan : Lincoln Hawk
- 1988 : Rambo 3 (Rambo III) de Peter MacDonald : John Rambo
- 1989 : Haute Sécurité (Lock Up) de John Flynn : Frank Leone
- 1989 : Tango et Cash (Tango & Cash) de Andreï Kontchalovski et Albert Magnoli (non crédité) : lieutenant Raymond « Ray » Tango

#### Années 1990
- 1990 : Rocky 5 (Rocky V) de John G. Avildsen : Rocky Balboa
- 1991 : L'Embrouille est dans le sac (Oscar) de John Landis : Angelo « Snaps » Provolone
- 1992 : Arrête ou ma mère va tirer ! (Stop! Or My Mom Will Shoot) de Roger Spottiswoode : sergent Joseph « Joe » Bomowski
- 1993 : Cliffhanger : Traque au sommet (Cliffhanger) de Renny Harlin : Gabe Walker
- 1993 : Demolition Man de Marco Brambilla : sergent John Spartan
- 1994 : L'Expert (The Specialist) de Luis Llosa : capitaine Ray Quick
- 1995 : Judge Dredd de Danny Cannon : Juge Joseph Dredd
- 1995 : Assassins de Richard Donner : Robert Rath
- 1996 : Daylight de Rob Cohen : chef Kit Latura
- 1997 : Copland de James Mangold : shérif Freddy Heflin
- 1997 : Men in Black de Barry Sonnenfeld : un alien sur le moniteur (non crédité)
- 1997 : An Alan Smithee Film d'Arthur Hiller (crédité sous le pseudonyme Alan Smithee) : lui-même (caméo)
- 1997 : The Good Life d'Alan Mehrez : le boss (caméo)

#### Années 2000
- 2000 : Get Carter de Stephen T. Kay : Jack Carter
- 2001 : Driven de Renny Harlin : Joe Tanto
- 2002 : Compte à rebours mortel (D-Tox) de Jim Gillespie : Agent Jack Malloy
- 2002 : Mafia Love (Avenging Angelo) de Martyn Burke : Frankie Delano
- 2003 : Taxi 3 de Gérard Krawczyk : l'espion (caméo)
- 2003 : Les Maîtres du jeu (Shade) de Damian Nieman : Dean Stevens
- 2003 : Spy Kids 3 : Mission 3D (Spy Kids 3D: Game Over) de Robert Rodriguez : Toy Master
- 2006 : Rocky Balboa de Sylvester Stallone : Rocky Balboa
- 2008 : John Rambo (Rambo) de Sylvester Stallone : John Rambo
- 2009 : Kambakkht Ishq de Sabbir Khan : lui-même (caméo)

#### Années 2010
- 2010 : Expendables : Unité spéciale (The Expendables) de Sylvester Stallone : Barney Ross
- 2012 : Expendables 2 : Unité spéciale (The Expendables 2) de Simon West : Barney Ross
- 2012 : Du plomb dans la tête (Bullet to the Head) de Walter Hill : James Bonomo
- 2013 : Évasion (Escape Plan) de Mikael Håfström : Ray Breslin
- 2013 : Match retour (Grudge Match) de Peter Segal : Henry « Razor » Sharp
- 2014 : Expendables 3 (The Expendables 3) de Patrick Hughes : Barney Ross
- 2014 : Bad Luck (Reach Me) de John Herzfeld : Gerald Cavallo
- 2015 : Creed : L'Héritage de Rocky Balboa (Creed) de Ryan Coogler : Rocky Balboa
- 2017 : Les Gardiens de la Galaxie Vol. 2 (Guardians of the Galaxy Vol. 2) de James Gunn : Stakar Ogord
- 2018 : Évasion 2 : Le Labyrinthe d'Hadès (Escape Plan 2 : Hades) de Steven C. Miller : Ray Breslin
- 2018 : Creed 2 (Creed II) de Steven Caple Jr. : Rocky Balboa
- 2018 : Backtrace de Brian A. Miller : détective Sykes
- 2019 : Évasion 3 : The Extractors (Escape Plan : The Extractors) de John Herzfeld : Ray Breslin
- 2019 : Rambo: Last Blood d'Adrian Grunberg : John Rambo

#### Années 2020
- 2022 : Le Samaritain (Samaritan) de Julius Avery : Joe Smith / le Samaritain / Nemesis
- 2022 : Tulsa King (série TV) : Dwight "The General" Manfredi
- 2023 : Les Gardiens de la Galaxie Vol. 3 (Guardians of the Galaxy Vol. 3) de James Gunn : Stakar Ogord / Starhawk
- 2023 : Expendables 4 (The Expendables 4) de Scott Waugh : Barney Ross[94]
- 2024 : Armor de Justin Routt : Rook
- 2025 : Mission Alarum (Alarum) de Michael Polish  : Chester

### Doublage

#### Films
- 2011 : Zookeeper de Frank Coraci : Joe, le lion
- 2021 : The Suicide Squad de James Gunn : Nanaue/King Shark

#### Films d'animation
- 1998 : Fourmiz (Antz) de Eric Darnell et Tim Johnson : Weaver
- 2016 : Ratchet et Clank (Ratchet and Clank) de Kevin Munroe et Jericca Cleland : Victor
- 2017 : Animal Crackers de Tony Bancroft, Scott Christian Sava et Jaime Maestro : l'homme-canon

#### Jeux vidéo
- 2019 : Mortal Kombat 11 : John Rambo[95] (Kombat Pack no 2 - 2020)
- 2019 : Call of Duty: Mobile : John Rambo[96] (archives audio - Pack 2021)
- 2020 : Call of Duty: Warzone : John Rambo[96] (archives audio - Pack 2021)
- 2020 : Call of Duty: Black Ops Cold War : John Rambo[96] (archives audio - Pack 2021)

### Réalisateur
- 1978 : La Taverne de l'enfer (Paradise Alley)
- 1979 : Rocky 2 : La Revanche (Rocky II)
- 1982 : Rocky 3 : L'Œil du tigre (Rocky III)
- 1983 : Staying Alive
- 1985 : Rocky 4 (Rocky IV)
- 2006 : Rocky Balboa
- 2008 : John Rambo (Rambo)
- 2010 : Expendables : Unité spéciale (The Expendables)

### Télé réalité
- 2023-2024 : La Famille Stallone, avec Son épouse Jennifer, ses filles Sophia, Sistine, Scarlet et le frère de Sylvester Frank Stallone, sur Paramount+, 2 saisons de 18 épisodes (8+10)

## Distinctions

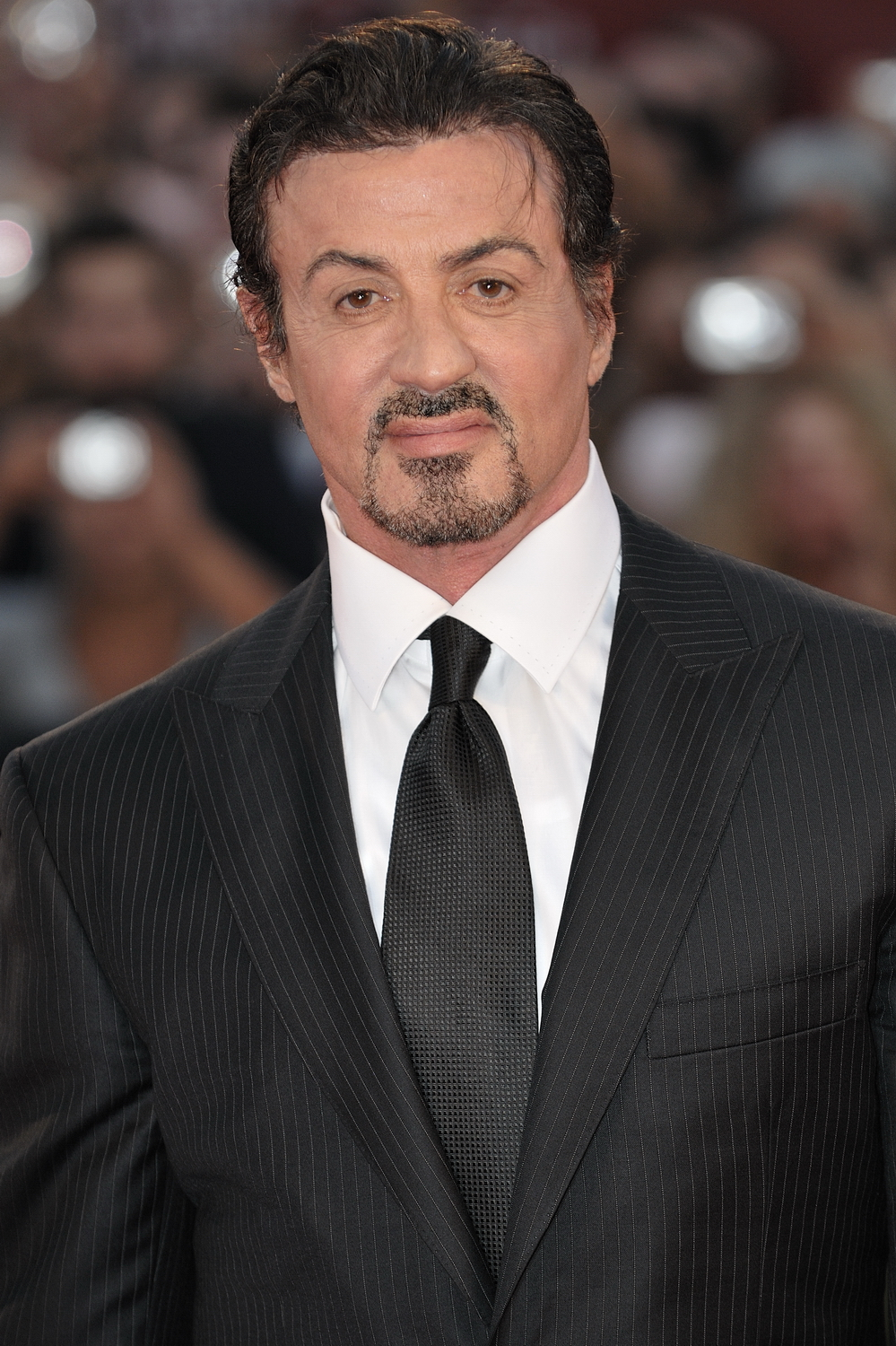
Sylvester Stallone à la Mostra de Venise 2009, où il reçoit un prix spécial récompensant l'ensemble de sa carrière.

### Récompenses
| Année | Cérémonie                                       | Catégorie                                                                            | Film                                                      |
| ----- | ----------------------------------------------- | ------------------------------------------------------------------------------------ | --------------------------------------------------------- |
| 1977  | David di Donatello Awards                       | David di Donatello Award du meilleur acteur étranger                                 | Rocky                                                     |
| 1977  | Kansas City Film Critics Circle Awards          | KCFCC Award du meilleur acteur                                                       | Rocky                                                     |
| 1979  | ShoWest Convention                              | Star de l'année                                                                      |                                                           |
| 1982  | Jupiter Awards                                  | Jupiter Award du meilleur acteur international                                       | Rambo et Rocky 3                                          |
| 1983  | Hollywood Walk of Fame                          | Étoile - Star du Walk of Fame - 29 juin 1983, 6712 Hollywood Boulevard               |                                                           |
| 1984  | ShoWest Convention                              | Star des stars                                                                       |                                                           |
| 1985  | Golden Apple Awards                             | Sour Apple                                                                           |                                                           |
| 1986  | Hasty Pudding Theatricals                       | Homme de l'année                                                                     |                                                           |
| 1986  | People's Choice Awards                          | Acteur favori                                                                        | Rambo 2 et Rocky 4                                        |
| 1990  | Grand Prix International du Spectacle           | Acteur international le plus populaire                                               |                                                           |
| 1992  | 17e nuit des César                              | César d'honneur                                                                      |                                                           |
| 1992  | Officier de l'ordre des Arts et des Lettres     |                                                                                      |                                                           |
| 1996  | Golden Apple Awards                             | Star masculine de l'année                                                            |                                                           |
| 1997  | Golden Apple Awards                             | Star masculine de l'année                                                            |                                                           |
| 1997  | Festival International du Film de Stockholm     | Meilleur acteur                                                                      | Copland                                                   |
| 1998  | Palm Springs International Film Festival        | Desert Palm Achievement Award                                                        |                                                           |
| 2002  | Video Dealers Software Association              | Action Star of the Millennium Award                                                  |                                                           |
| 2004  | Golden Camera                                   | Meilleur acteur international                                                        |                                                           |
| 2005  | World Stunt Awards                              | Taurus d'Honneur                                                                     |                                                           |
| 2006  | Boxing Writers Association of America           | Boxing Lifetime Cinematic Achievement pour le personnage de Rocky Balboa             | Rocky, Rocky 2, Rocky 3, Rocky 4, Rocky 5 et Rocky Balboa |
| 2008  | Festival du Film de Zürich                      | Golden Icon Award                                                                    |                                                           |
| 2009  | Mostra de Venise                                | Prix Vive le Cinéaste                                                                |                                                           |
| 2010  | IGN Award                                       | IGN's Action Heroes Hall of Fame                                                     |                                                           |
| 2010  | The Hollywood Reporter                          | Ket Art Visionary Award                                                              |                                                           |
| 2010  | Hollywood Film Festival                         | Lifetime Achievement Award                                                           |                                                           |
| 2011  | Hollywood Union Publicists                      | Lifetime Achievement Award                                                           |                                                           |
| 2012  | CinemaCon                                       | ComicCon Award Career Achievement                                                    |                                                           |
| 2013  | CineRockom International Film Festival          | Lifetime Achievement Diamond Award du meilleur acteur dans un blockbuster historique | Rocky 4                                                   |
|       |                                                 |                                                                                      |                                                           |
| 2015  | National Board of Review Awards                 | NBR Award du meilleur acteur dans un second rôle                                     | Creed                                                     |
| 2015  | National Board of Review Awards                 | Top 10 Films (en tant que producteur)                                                | Creed                                                     |
| 2015  | Boston Online Film Critics Association Awards   | BOFC Award du meilleur acteur dans un second rôle                                    | Creed                                                     |
| 2015  | Southeastern Film Critics Association Awards    | SEFCA Award du meilleur acteur dans un second rôle                                   | Creed                                                     |
| 2015  | Austin Film Critics Association Awards          | AFCA Award du meilleur acteur dans un second rôle                                    | Creed                                                     |
| 2015  | Phoenix Film Critics Society Awards             | PFCS Award du meilleur acteur dans un second rôle                                    | Creed                                                     |
| 2015  | Las Vegas Film Critics Society Awards           | LVFCS Award du meilleur acteur dans un second rôle                                   | Creed                                                     |
| 2015  | St. Louis Film Critics Association Awards       | SLFCA Award du meilleur acteur dans un second rôle                                   | Creed                                                     |
| 2015  | Utah Film Critics Association Awards            | UFCA Award du meilleur acteur dans un second rôle                                    | Creed                                                     |
| 2015  | Black Film Critics Circle Awards                | BFCC Award du meilleur acteur dans un second rôle                                    | Creed                                                     |
| 2015  | Georgia Film Critics Association Awards         | GFCA Award du meilleur acteur dans un second rôle                                    | Creed                                                     |
| 2016  | Golden Globes Awards                            | Golden Globe du Meilleur acteur dans un second rôle                                  | Creed                                                     |
| 2016  | Denver Film Critics Society Awards              | DFCS Award du meilleur acteur dans un second rôle                                    | Creed                                                     |
| 2016  | Critics' Choice Movie Awards                    | Critics' Choice Movie Award du meilleur acteur dans un second rôle                   | Creed                                                     |
| 2016  | Golden Schmoes Awards                           | Golden Schmoes Award du meilleur acteur dans un second rôle                          | Creed                                                     |
| 2016  | Golden Schmoes Awards                           | Golden Schmoes Award de la plus grande surprise de l'année (en tant que producteur)  | Creed                                                     |
| 2016  | Awards Circuit Community Awards                 | ACCA Award du meilleur acteur dans un second rôle                                    | Creed                                                     |
| 2016  | Gold Derby Awards                               | Golden Derby Award du meilleur acteur dans un second rôle                            | Creed                                                     |
| 2016  | Festival international du film de Santa Barbara | Montecito Award - Grande, importante contribution au cinéma                          |                                                           |

### Nominations

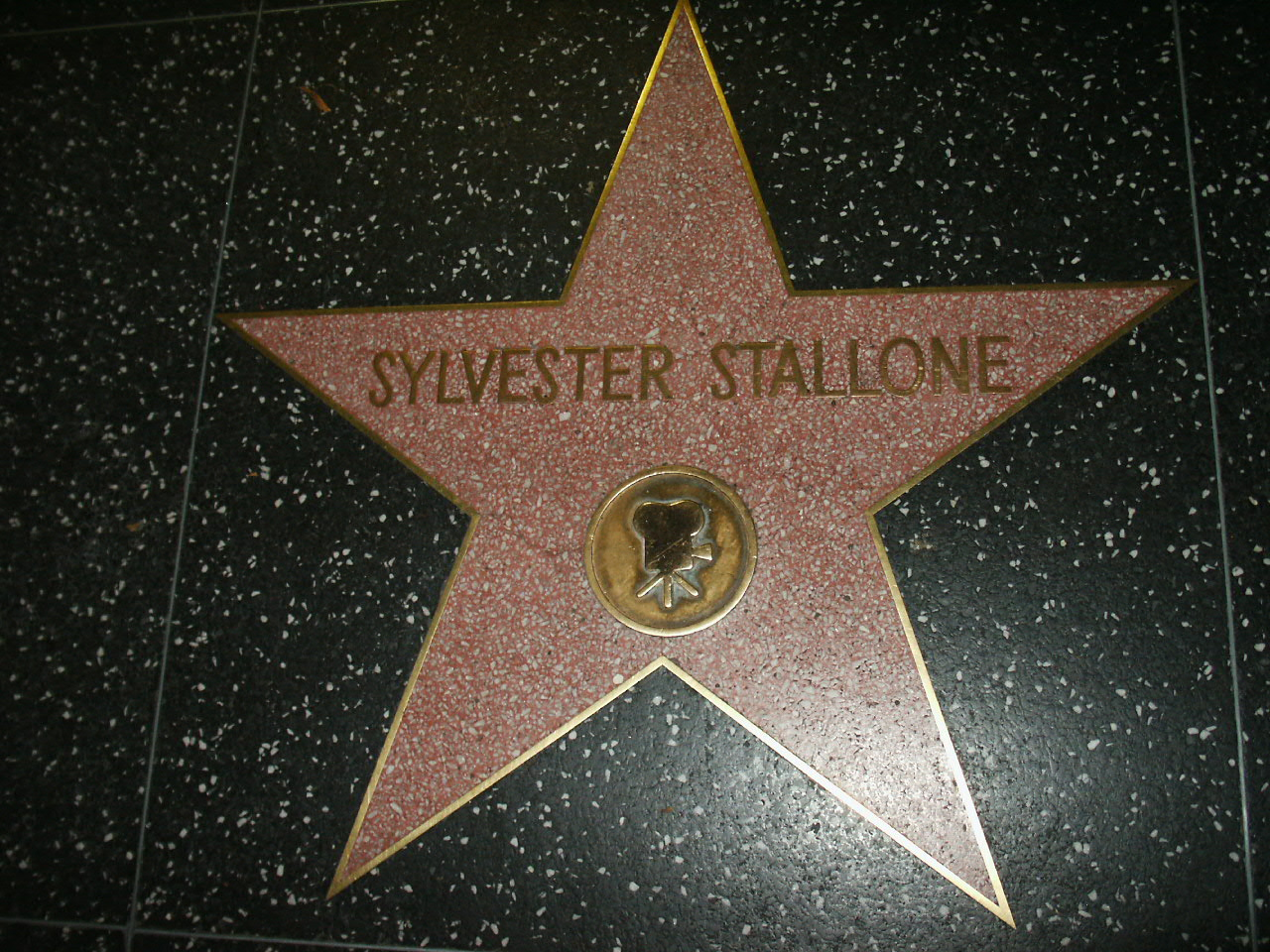
L'étoile de Sylvester Stallone sur le Hollywood Walk of Fame.

| Année | Cérémonie                                            | Catégorie                                                            | Film                             |
| ----- | ---------------------------------------------------- | -------------------------------------------------------------------- | -------------------------------- |
| 1977  | Oscars du cinéma                                     | Oscar du meilleur scénario                                           | Rocky                            |
| 1977  | Oscars du cinéma                                     | Oscar du meilleur acteur                                             | Rocky                            |
| 1977  | Golden Globes                                        | Golden Globe du meilleur scénario                                    | Rocky                            |
| 1977  | Golden Globes                                        | Golden Globe du meilleur acteur                                      | Rocky                            |
| 1977  | Writers Guild of America                             | WGA Award du meilleur drame adapté directement pour le cinéma        | Rocky                            |
| 1977  | People's Choice Awards                               | Acteur favori                                                        | Rocky                            |
| 1978  | British Academy Film Awards                          | BAFTA du meilleur scénario                                           | Rocky                            |
| 1978  | British Academy Film Awards                          | BAFTA du meilleur acteur                                             | Rocky                            |
| 1978  | People's Choice Awards                               | Acteur favori                                                        | F.I.S.T et La Taverne de l'enfer |
| 1980  | People's Choice Awards                               | Acteur favori                                                        | Rocky 2                          |
| 2015  | Satellite Awards                                     | Satellite Award du meilleur acteur dans un second rôle               | Creed                            |
| 2015  | New York Film Critics Online Awards                  | NYFCO Award du meilleur acteur dans un second rôle                   | Creed                            |
| 2015  | Washington D.C. Area Film Critics Association Awards | WAFCA Award du meilleur acteur dans un second rôle                   | Creed                            |
| 2015  | Boston Society of Film Critics Awards                | BSFC Award du meilleur acteur dans un second rôle                    | Creed                            |
| 2015  | San Francisco Film Critics Circle Awards             | SFFCC Award du meilleur acteur dans un second rôle                   | Creed                            |
| 2015  | Houston Film Critics Society Awards                  | HFCS Award du meilleur acteur dans un second rôle                    | Creed                            |
| 2015  | Indiana Film Journalists Association Awards          | IFJA Award du meilleur acteur dans un second rôle                    | Creed                            |
| 2015  | Online Film Critics Society Awards                   | OFCS Award du meilleur acteur dans un second rôle                    | Creed                            |
| 2015  | Chicago Film Critics Association Awards              | CFCA Award du meilleur acteur dans un second rôle                    | Creed                            |
| 2015  | Florida Film Critics Circle Awards                   | FFCC Award du meilleur acteur dans un second rôle                    | Creed                            |
| 2015  | Alliance of Women Film Journalists Awards            | AWFJ Award du meilleur acteur dans un second rôle                    | Creed                            |
| 2015  | North Carolina Film Critics Association              | NCFC Award du meilleur acteur dans un second rôle                    | Creed                            |
| 2015  | Indiewire Critics' Poll                              | 2e position pour l'ICP Award du meilleur acteur dans un second rôle  | Creed                            |
| 2015  | Village Voice Film Poll                              | 2e position pour l'VVFP Award du meilleur acteur dans un second rôle | Creed                            |
| 2016  | Central Ohio Film Critics Association Awards         | COFCA Award du meilleur acteur dans un second rôle                   | Creed                            |
| 2016  | National Society of Film Critics Awards              | NSFC Award du meilleur acteur dans un second rôle                    | Creed                            |
| 2016  | Seattle Film Critics Association Awards              | SFCA Award du meilleur acteur dans un second rôle                    | Creed                            |
| 2016  | NAACP Image Awards                                   | Image Award du meilleur film (en tant que producteur)                | Creed                            |
| 2016  | Black Reel Awards                                    | BR Award du meilleur film (en tant que producteur)                   | Creed                            |
| 2016  | Vancouver Film Critics Circle Awards                 | VFCC Award du meilleur acteur dans un second rôle                    | Creed                            |
| 2016  | Oscars du cinéma                                     | Oscar du meilleur acteur dans un second rôle                         | Creed                            |
| 2016  | Iowa Film Critics Association Awards                 | 2e position pour l'IFCA Award du meilleur acteur dans un second rôle | Creed                            |
| 2016  | MTV Movie Awards                                     | MTV Award du meilleur film (en tant que producteur)                  | Creed                            |
| 2016  | AARP Movies for Grownups Awards                      | AARP Award du meilleur acteur dans un second rôle                    | Creed                            |
| 2016  | All Def Movie Awards                                 | All Def Movie Award - Most Helpful White Person                      | Creed                            |
| 2016  | Online Film & Television Association                 | OFTA Award du meilleur acteur dans un second rôle                    | Creed                            |
| 2016  | BET Awards                                           | BET Award du meilleur film (en tant que producteur)                  | Creed                            |
| 2016  | NAACP Image Awards                                   | NAACP Image Award du meilleur film (en tant que producteur)          | Creed                            |
| 2016  | Teen Choice Awards                                   | Teen Choice Award du meilleur film (en tant que producteur)          | Creed                            |
| 2017  | Jupiter Awards                                       | Jupiter Award du meilleur acteur international                       | Creed                            |

```
[
réf.
 
souhaitée
]
```

## Rivalité avec Arnold Schwarzenegger comme vedette de films d'action

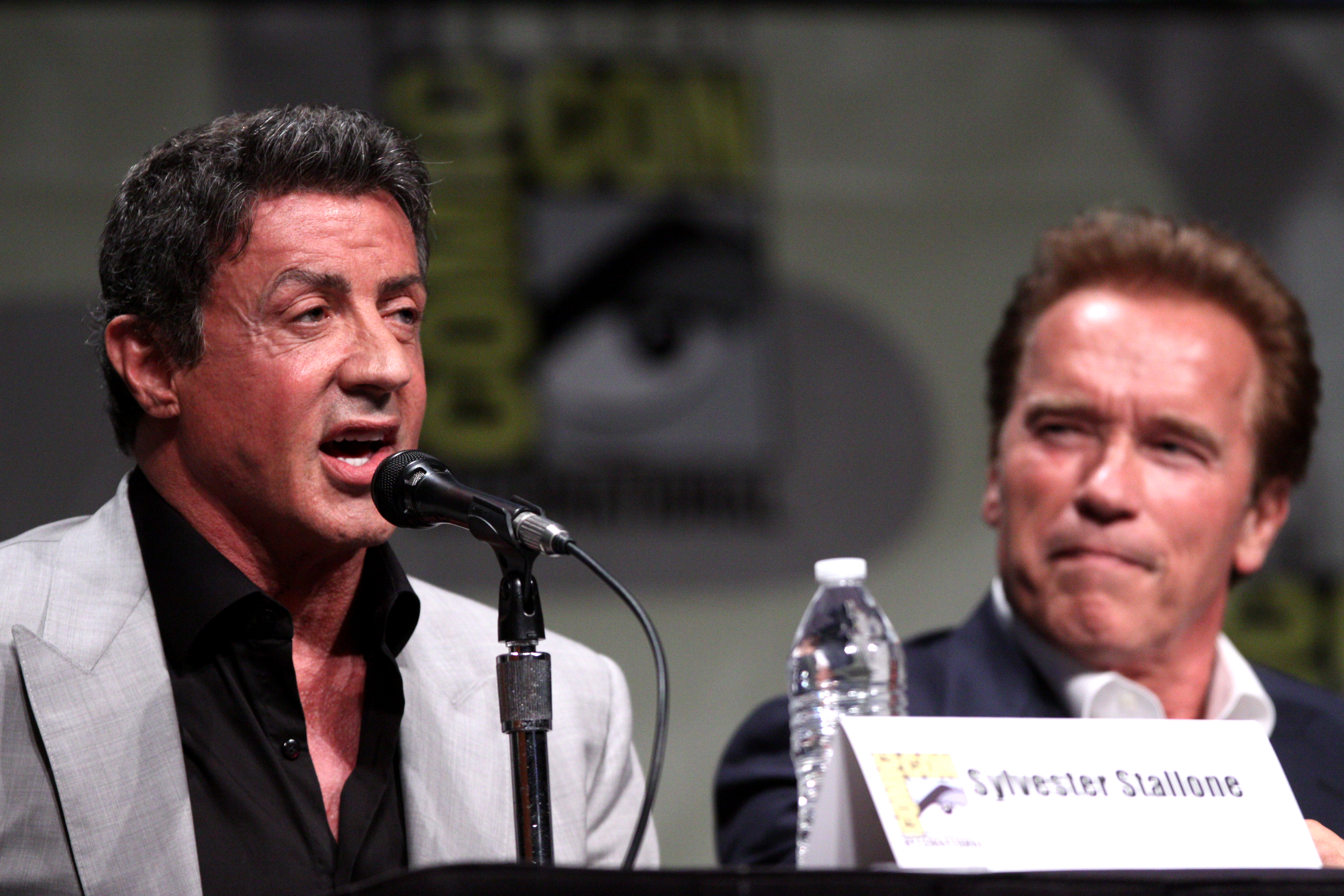
Stallone et Schwarzenegger en 2012 lors de la San Diego Comic-Con en Californie.

Sylvester Stallone et Arnold Schwarzenegger ont partagé une « rivalité » à partir des années 1980, du fait de leur statut respectif d'acteurs vedettes des films d'action, cette rivalité se transformant, au fil des années, en amitié.
Schwarzenegger a notamment indiqué : « Nous étions en compétition sur tous les sujets. [...] Qui est le plus vicieux. Qui est le plus dur. Qui utilise les plus gros couteaux. Qui utilise les plus gros pistolets. Sly et moi étions en guerre. Sans Stallone, je n'aurais peut-être pas été aussi motivé dans les années quatre-vingt pour faire le genre de films que j'ai fait et travailler aussi dur que je l'ai fait ». Stallone, de son côté a déclaré : « Nous ne pouvions même pas supporter d'être dans la même pièce ».
Cette rivalité s'est aussi exprimée dans les longs métrages des deux acteurs. Par exemple, dans Demolition Man (1993), Stallone y évoque une « fondation Schwarzenegger », tout en faisant une référence appuyée à la carrière politique qu'entame alors Schwarzenegger, qui aboutira à son élection au poste de gouverneur de Californie. Dans le même esprit, dans Last Action Hero (1993), on y voit le partenaire de Jack Slater (Schwarzenegger), le jeune Danny Madigan (Austin O'Brien) s'étonner de voir sur l'affiche du film Terminator 2 (un film tourné par Schwarzenegger) le visage de Stallone à la place de Schwarzenegger, la réplique du personnage de Jack Slater disant : « Il [Stallone] est fantastique dans ce film. C'est son meilleur rôle ». Pareillement, dans le film Jumeaux (1988) avec Arnold Schwarzenegger et Danny DeVito, on peut y voir une affiche du film Rambo III (1988) avec Sylvester Stallone.
On peut aussi citer l’exemple du film Arrête ou ma mère va tirer ! (1992) dans lequel joue Stallone, uniquement pour devancer Schwarzenegger qui semblait intéressé par le script ; c'était en fait une ruse de l'acteur américano-autrichien afin d'amener Stallone à jouer dans ce film, que Schwarzenegger trouvait passablement mauvais. Mais au lieu de simplement refuser d'y jouer, Arnold fait mine de s'intéresser au long métrage, attisant ainsi la curiosité de son rival pour qu'il prenne le rôle, dans un film qui sera un échec critique et commercial, désavoué plus tard par Stallone lui-même comme l'un de ses pires films.
À la suite de cette « rivalité », les deux acteurs ont fini par nouer une solide amitié dans les années 1990, et ont même partagé l'écran dans des films d'action tels que Expendables : Unité spéciale (2010) ou encore Évasion (2013).
Cette « rivalité » cependant, aurait été exagérée ; Schwarzenegger déclare ainsi en 2012 durant un entretien, avec Stallone à ses côtés : « Notre instinct naturel de compétiteurs, à Sly et à moi, nous poussait à toujours vouloir être le meilleur, à être le numéro un. Cela plaisait aux studios, qui s’amusaient à dramatiser notre rivalité pour vendre encore plus de billets. C’est Hollywood qui a fait de nous des ennemis ! »
Voir aussi l'article anglophone Schwarzenegger–Stallone rivalry (en).

## Dans la culture populaire
Le personnage de la marionnette de Monsieur Sylvestre qui apparaît dans l'émission de télévision satirique Les Guignols de l'info est une caricature de Sylvester Stallone.
Dans le film Hot Shots! (1991) de Jim Abrahams, le personnage de Sean « Topper » Harley (Charlie Sheen) est inspiré du personnage de Rambo.
Dans le film Outsider (2016) de Philippe Falardeau, qui retrace la vie du boxeur Chuck Wepner et qui a inspiré le personnage de Rocky Balboa, le comédien Morgan Spector interprète le rôle de Sylvester Stallone.
Dans le jeu vidéo Broforce (2015), les personnages de Rambro, Bro Dredd et Demolition Bro sont des parodies de personnages interprétés par Stallone dans ses films.
Dans le jeu vidéo Mortal Kombat 11 (2019), le personnage de Rambo est disponible in-game.

## Voix francophones
En version française, Alain Dorval a été la voix régulière de Sylvester Stallone depuis 1977 jusqu'à son décès, en 2024. Il a doublé l'acteur notamment dans les sagas Rocky, Rambo et Expendables.
Durant une période, Richard Darbois l'a doublé à huit reprises, notamment dans Tango et Cash, Demolition Man, Copland et Driven. Michel Vigné le double aussi dans le film Haute Sécurité et la série Dream On.
À titre exceptionnel, il a aussi été doublé par Laurent Hilling dans L'Étalon italien, Dominique Collignon-Maurin dans Les Mains dans les poches, Jean-Pierre Leroux dans Capone, Bernard Murat dans La Course à la mort de l'an 2000, Olivier Destrez dans la série Kojak, Gérard Dessalles dans la série The Muppet Show, Patrick Floersheim dans la version VHS du Vainqueur, Philippe Peythieu dans Gremlins 2 : La Nouvelle Génération et Thierry Mercier dans la série This Is Us.
En 2024, Paul Borne remplace Alain Dorval sur le doublage des secondes saisons de La Famille Stallone et Tulsa King. Au cinéma, Michel Vigné double à nouveau Sylvester Stallone dans les films Armor et Mission Alarum en 2025.
En version québécoise, Pierre Chagnon est la voix de Sylvester Stallone dans presque tous ses films. Il le double notamment dans Cliffhanger : Traque au sommet, Judge Dredd, Rocky Balboa et la saga Expendables.
À titre exceptionnel, il a aussi été doublé par Dominique Briand dans Tango et Cash et L'Embrouille est dans le sac.
- Versions françaises
  - Alain Dorval (*1946 - 2024) dans Rocky, Rambo, Expendables, Cliffhanger : Traque au sommet, Judge Dredd[105], etc. ;
  - Richard Darbois dans Tango et Cash, Demolition Man, Copland, Driven[105], etc. ;
  - Michel Vigné dans Haute Sécurité, Dream On[105], etc..
- Versions québécoises (note : la liste indique les titres québécois) :
  - Pierre Chagnon dans La Falaise de la mort, Juge Dredd, Rocky Balboa et la saga Les Sacrifiés[108], etc..